# Nicole Sullivan

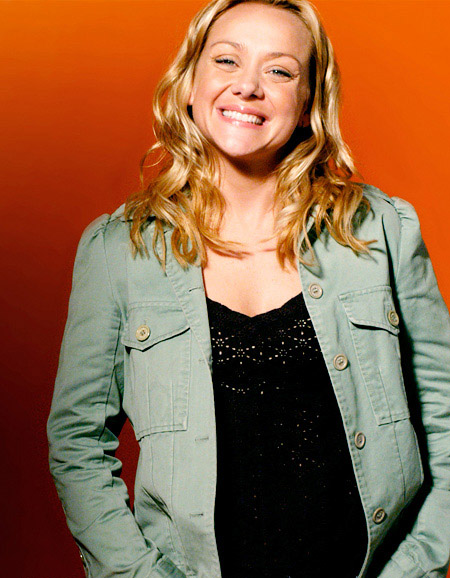
Nicole Sullivan (2003)

Nicole Julianne Sullivan (* 21. April 1970 in New York City) ist eine US-amerikanische Schauspielerin, Komikerin und Synchronsprecherin. 

## Karriere
Bekannt wurde Nicole Sullivan durch Shows wie MADtv, Baby Blues, Talk to Me und die Sitcom King of Queens. Sie hatte darüber hinaus Gastauftritte in den Fernsehserien Scrubs – Die Anfänger, Monk, Immer wieder Jim, Boston Legal, Law & Order: New York, CSI: Crime Scene Investigation, Hotel Zack & Cody, Numbers – Die Logik des Verbrechens und Office Girl. Des Weiteren hatte sie einen Gastauftritt im Parodie-Streifen Superhero Movie (2008) und spielte die Rolle der Naomi in der Komödie 17 Again – Back to High School (2009).
In der Erfolgsserie King of Queens spielte Sullivan von 2001 bis 2006 die Rolle der Holly Shumpert. In der letzten Folge der Serie war sie dann noch einmal mit von der Partie, wo sie bei ihrem letzten Auftritt mit ihrem Verlobten von Queens nach Manhattan zieht. Sie stieg wegen einer Hauptrolle in der Serie Hot Properties aus, die aber bereits nach einer Staffel mit 13 Folgen vom Sender ABC wieder eingestellt wurde. In der englischen Originalfassung der Zeichentrickserie Kim Possible synchronisierte sie den Charakter Shego. Von 2008 bis 2009 war Sullivan in der US-Sitcom Rita Rockt zu sehen, in der sie die Hauptrolle übernahm.
Sullivan ist verheiratet und hat mit ihrem Ehemann Jason Packham zwei Söhne (* 2007 und * 2009).

## Filmografie (Auswahl)

### Filme
- 2002: Hilfe, ich habe ein Date! (The Third Wheel)
- 2005: Guess Who – Meine Tochter kriegst du nicht! (Guess Who)
- 2008: Superhero Movie
- 2009: 17 Again – Back to High School (17 Again)
- 2009: Black Dynamite
- 2012: Let It Shine – Zeig, was Du kannst! (Let It Shine)
- 2014: All Stars
- 2014: Duty
- 2014: Eat with Me
- 2014: Jackhammer
- 2016: Pee-wee’s Big Holiday
- 2016: Heaven’s Floor
- 2017: Surprise Me!
- 2018: I’ll Be Next Door for Christmas
- 2019: DIVOS!

### Fernsehserien
- 1994: Diagnose: Mord (Diagnosis Murder, Folge 2x06)
- 1994: Party of Five (Folge 1x11)
- 1994: Models Inc. (Folge 1x20)
- 1995–2005: MADtv (140 Folgen)
- 1999: Susan (Folge 4x06)
- 2000: Law & Order: Special Victims Unit (Folge 1x19)
- 2000–2002: Baby Blues (3 Folgen)
- 2001: Immer wieder Jim (According to Jim, Folge 1x09)
- 2001–2007: King of Queens (The King of Queens, 51 Folgen)
- 2001–2009: Scrubs – Die Anfänger (Scrubs, 6 Folgen)
- 2005: Monk (Folge 3x16)
- 2005: Hot Properties – Gut gebaut und noch zu haben (Hot Properties, 13 Folgen)
- 2006: Boston Legal (Folge 2x17)
- 2006: Brandy & Mr. Whiskers (Folgen 2x09, 2x32)
- 2007: Raines (7 Folgen)
- 2007: My Boys (Folgen 1x14–1x15)
- 2008: Hotel Zack & Cody (The Suite Life of Zack & Cody, Folge 3x21)
- 2008: CSI: Den Tätern auf der Spur (CSI: Crime Scene Investigation, Folge 8x11)
- 2008–2009: Rita Rockt (Rita Rocks, 40 Folgen)
- 2009: Leverage (Folge 1x07)
- 2009: True Jackson (True Jackson, VP, Folge 2x03)
- 2010: Numbers – Die Logik des Verbrechens (NUMB3RS, Folge 6x11)
- 2010–2011: Shit! My Dad Says ($#*! My Dad Says, 18 Folgen)
- 2012: Alex und Whitney – Sex ohne Ehe (Whitney, Folge 1x22)
- 2012: The Game (Folge 5x19)
- 2012–2013: Cougar Town (7 Folgen)
- 2013: The Exes (Folge 3x10)
- 2013: Wendell & Vinnie (20 Folgen)
- 2014–2019: Black-ish (21 Folgen)
- 2014: The Middle (Folge 5x17)
- 2014: Devious Maids – Schmutzige Geheimnisse (Devious Maids, Folge 2x09)
- 2014: See Dad Run (Folge 3x10)
- 2015: Bones – Die Knochenjägerin (Bones, Folge 10x16)
- 2015: Grey’s Anatomy (Folgen 11x22–11x23)
- 2016: Die Thundermans (The Thundermans, Folge 3x15)
- 2017: Girlboss (Folge 1x04)
- 2017–2018: Disjointed (16 Folgen)
- 2017, 2019: Mom (2 Folgen)
- 2018: Liverspots and Astronots (21 Folgen)
- 2018: Corporate (Folge 1x10)
- 2018: The Neighborhood (Folge 4x03)
- 2019, 2022: High School Musical: Das Musical: Die Serie (3 Folgen)
- 2019–2020: Team Kaylie (8 Folgen)
- 2021–2022: The Sex Lives of College Girls (4 Folgen)
- 2023: Zuhause bei Raven (Raven’s Home, Folge 6x07)
- 2025: Running Point (Folge 1x07)

### Sprechrollen
- 2000: Captain Buzz Lightyear – Star Command (Buzz Lightyear of Star Command: The Adventure Begins) … als Mira Nova
- 2000–2001: Captain Buzz Lightyear – Star Command (Buzz Lightyear of Star Command, 60 Folgen) … als Mira Nova
- 2000–2017: Family Guy (32 Folgen, verschiedene Charaktere)
- 2002–2003: Clone High (13 Folgen) … als Joan of Arc
- 2002–2007: Kim Possible (44 Folgen) … als Shego
- 2005: Lilo & Stitch (Lilo & Stitch: The Series, Folge 2x22) … als Shego
- 2006: American Dad (Folge 1x18) … als Janice
- 2007: Slacker Cats (Folgen 1x01, 1x05) … als Luise
- 2007: Triff die Robinsons (Meet the Robinsons) … als Franny
- 2008–2009: The Secret Saturdays (25 Folgen) … als Drew Saturday
- 2009–2012: Die Pinguine aus Madagascar (The Penguins of Madagascar, 60 Folgen) … als Marlene
- 2010: Firebreather … als Dr. Pytel
- 2012: Super Best Friends Forever (4 Folgen) … als Supergirl
- 2013: Amethyst, Princess of Gemworld (Folge 1x02) … als Jalapeño Vendor
- 2013: TripTank (Folge 1x01) … als Caitlin
- 2014: BoJack Horseman (3 Folgen) … als Tracy / Fan Girl / Party Goer
- 2018: Baymax – Riesiges Robowabohu (Folge 1x14) … als Stern Woman
- 2019: DC Super Hero Girls (16 Folgen) … als Supergirl
- 2019: DC Super Hero Girls: Super Shorts (19 Folgen) … als Supergirl
- 2023: Clone High … als Joan of Arc
- 2021–2023: HouseBroken … als Maria Bunny